# Ян Чэнъу
Ян Чэнъу́ (кит. трад. 楊成武, упр. 杨成武, пиньинь Yáng Chéngwǔ, 27 октября 1914 года — 14 февраля 2004 года) — генерал НОАК (1955). Входит в число первых генералов НОАК.

## Происхождение
Родился в уезде Чантин провинции Фуцзянь. Имя при рождении — Ян Нэнцзюнь (кит. трад. 楊能俊, упр. 杨能俊, пиньинь Yáng Néngjùn), по национальности относится к субэтнической группе ханьцев — хакка.

## Военная служба
В 1929 году принял участие в крестьянском восстании, произошедшем на западе провинции Фуцзянь, одновременно вступил в ряды Красной армии Китая. Был секретарём и командиром агитбригады штаба командования 3-й полевой армии. В 1930 году вступил в Коммунистическую партию Китая. Затем в разное время был ответственным партийным работником в различных войсковых соединениях Красной армии Китая. Участник сражений с армией Гоминьдана, направлявшего карательные походы против Красной армии Китая в Центральный советский район, и Великого похода.
После начала японо-китайской войны служил в качестве командира 115-й отдельной дивизии 8-й армии, члена объединённого политсовета 1-й отдельной дивизии, командующего объединённого политсовета Шаньси-Чахар-Хэбэйского советского района. Возглавлял воинские подразделения в Пинсингуаньском сражении и Битве ста полков.
По окончании японо-китайской войны служил в качестве ответственного политработника и командующего военного округа провинций Шаньси, Чахар и Хэбэй. Участвовал в военных операциях в рамках гражданской войны в Китае против армии Гоминьдана. В 1948 году командовал 3-й армейской группой Северокитайского фронта в Пекин-Тяньцзиньской операции.
Принял участие в первом заседании НПКСК (1949). После создания КНР был командующим Тяньцзиньского военного округа, заместителем и командующим Нанкинским военным округом.
Участвовал в Корейской войне в качестве командующего 20-й армией Китайских народных добровольцев.
В период с 1954 по 1958 годы являлся неизменным руководителем военного парада в честь Дня образования КНР. Командующий Пекинским военным округом (апрель 1955 — сентябрь 1958) и ПВО НОАК (1955—1957). В 1955 году получил звание генерал-полковника. Избран кандидатом в члены ЦК на VIII съезде КПК.
Бывший член и заместитель Генерального секретаря постоянного комитета Военного Совета КНР, исполняющий обязанности руководителя Генштаба НОАК (декабрь 1965 года — май 1966 года).
В 1968 году подвергся репрессиям, был снят со всех постов.
С 1974 года восстановлен в должности начальника Генерального штаба. На XI съезде КПК (1977) избран членом ЦК. С 1977 года командующий Фучжоуским военным округом.
Был заместителем председателя Всекитайского комитета Народного политического консультативного совета Китая 6-го созыва (июнь 1983 года — март 1988 года).
Был известен как один из «трёх Янов» в НОАК (наряду с Ян Дэчжи и Ян Юном).

## Награды
- Орден 8-й армии НОАК первой степени
- Орден Независимости и свободы первой степени
- Орден Освобождения первой степени
- Орден Красной звезды первой степени (1988)